# I huvet på en gammal gubbe
I huvet på en gammal gubbe är en svensk, huvudsakligen animerad film från 1968, med manus av Tage Danielsson, Hans Alfredson och Per Åhlin. De animerade sekvenserna regisserades av Per Åhlin, medan Tage Danielsson svarade för regin för den otecknade ramberättelsen.
Filmen är AB Svenska Ords tredje långfilm. Huvudfiguren Johans drömmar, tankar och fantasier framställs alla i animationer; av filmens 77 minuter är 50 helt animerade, vilket gör I huvudet på en gammal gubbe till Sveriges första animerade långfilm. Per Åhlin fick filmtidskriften Chaplins debutantpris.

## Handling
Efter att ha blivit inlagd på ålderdomshem börjar den pensionerade muraren Johan att drömma sig tillbaka till barndomen – den trygga uppväxten hos föräldrarna, den första kärleken, och hur han med krossat hjärta rymde hemifrån, och tvingades klara sig själv. Hur han gifte sig, fick en son, med nöd och näppe lyckades skrapa ihop tillräckligt med pengar för mat och tak över huvudet, hur sonen rymde hemifrån och hustrun dog.

## Rollista
- Hans Alfredson - Johan Björk, pensionär, f d murare / Björks röst i de tecknade avsnitten (röst)
- Karl-Axel Forssberg - Sven Juhlin, hans kamrat på hemmet
- Monica Ekman - en studentska som hjälper Björk hem
- Gösta Ekman - en student, hennes kavaljer
- Rolf Bengtsson - en berusad som försöker hjälpa Björk
- Fatima Ekman - en utländsk dam i en taxi
- Syster Ester - syster Ester
- Syster Alise - syster Alise
- Monica Nielsen - en mamma vid sandlådan
- Adam Inczédy-Gombos - en pappa vid sandlådan, stand-in för Hans Alfredson[5]
- Petra Nielsen - en dotter vid sandlådan
- Tage Danielsson - en bilförare /  Croupier i Monte Carlo (röst)
- Ernst Günther - en man som kastar bildäck på Björk
- Gus Dahlström - bensinmacksföreståndare
- Gun Holmqvist - lyxhustru som köper kött åt sin hund
- Gunnel Wadner - en vårdarinna
- Hebrert Wahlbeck - stand-in för Hans Alfredson[6]

## Filmmusik
- Only Sixteen, med svensk text av S. S. Wilson
- Den blomstertid nu kommer
- Ingen hinner fram till den eviga ron
- Pensionärsvisan, skriven av Thore Skogman
- Den blå färgen, skriven av Albert Engström och Carl Gustaf Wadström[7]